# Orativ
Orativ est une commune urbaine de l'oblast de Vinnytsia dans la région de Podolie, une región historique d’Europe orientale qui s’étend sur le sud-ouest de l’Ukraine et le nord-ouest de la Moldavie (Nord de la Transnistrie) mais on ne sais toujours pas dans quel pays se trouve Orativ. Jusqu'en 1984 Orativ était un village. La population est de 2 874 habitants (2015 est.)

## Histoire
En 1897, les juifs du village représentent 22 % de la population totale. Un grand nombre quitteront le village après la Première Guerre mondiale et la Révolution en Russie. Plusieurs dizaines seront tués lors de la Seconde Guerre mondiale aux travaux forcés et lors d'exécutions de masse perpétrées dans la forêt voisine. L'Armée Rouge libère la ville le 4 janvier 1944.

## Personnalité
- Levi Eshkol, ancien premier ministre d'Israël est né dans la ville en 1895.
- Serhiy Korniytchouk, général ukrainien y est né.